# Ван ден Белт, Томас
Томас ван ден Белт (нидерл. Thomas van den Belt; род. 18 июня 2001 год, Зволле) — нидерландский футболист, полузащитник клуба «Твенте».

## Клубная карьера
Ван ден Белт — воспитанник клуба ПЕК Зволле из своего родного города. В 2018 году Томас попал в заявку основной команды, но не в том сезоне, не в следующем, дебютировать за основной состав не смог. 26 сентября 2020 года в матче против роттердамской «Спарты» он дебютировал в Эредивизи.
29 марта 2023 года подписал четырёхлетний контракт с «Фейеноордом». 4 августа дебютировал за клуб в матче за Суперкубок Нидерландов против ПСВ, выйдя на замену вместо Маркуса Педерсена на 83-й минуте.
1 августа 2024 года перешёл на правах аренды в испанский «Кастельон». 17 августа дебютировал за клуб в гостевом матче Сегунды против «Эйбара», заменив на 61-й минуте Серхио Мойиту. 16 сентября забил дебютный гол в победном матче с «Альмерией».
Летом 2025 года перешёл в «Твенте», подписав четырёхлетний контракт до середины 2029 года. 10 августа дебютировал в гостевом матче Эредивизи против ПЕК Зволле (1:0), выйдя в стартовом составе.

## Достижения
«Фейеноорд»
- Обладатель Кубка Нидерландов: 2023/24